# Saudi Professional League 2023/24
Saudi Professional League 2023/24 byl 48. ročník nejvyšší Saúdskoarabské soutěže.

## Formát

### Změny
Dne 14. dubna 2022 Saudská Fotbalová Federace oznámila, že od sezóny 2023/24 se počet týmů zvýší na 18. Ze saúdské profesionální ligy 2022/23 by tedy sestoupily pouze dva týmy namísto obvyklých tří a ze saúdské první ligy 2022/23 by postoupily čtyři týmy.
V červnu 2023 získal Veřejný investiční fond 75% podíl ve společnostech Al-Ahli, Al-Hilal, Al-Ittihad a Al-Nassr
Způsob hraní
Hraje se 34 kol.
Body se udělují způsobem:
Výhra = 3 body
Remíza = 1 bod
Prohra = 0 bodů
První 3 týmy postoupí do Ligy mistrů AFC. Poslední 3 týmy sestupují do Saudi First Division.

## Týmy
| Tým        | Město          | Stadion                               | Kapacita |
| ---------- | -------------- | ------------------------------------- | -------- |
| Abha Club  | Abha           | Prince Sultan bin Abdul Aziz Stadium  | 20 000   |
| Al Ahli    | Džidda         | King Abdullah Sports City             | 62 345   |
| Al Ettifaq | Dammám         | Prince Mohamed bin Fahd Stadium       | 35 000   |
| Al Fateh   | al-Hasa        | Prince Abdullah bin Jalawi Stadium    | 26 000   |
| Al Feiha   | Al Majma'ah    | Al Majma'ah Sports City               | 7 000    |
| Al Hazm    | Ar Rass        | Al-Hazem Club Stadium                 | 8 000    |
| Al Hilal   | Rijád          | Stadion krále Fahda                   | 68 752   |
| Al Ittihad | Džidda         | King Abdullah Sports City             | 62 345   |
| Al Khaleej | Saihat         | Prince Mohamed bin Fahd Stadium       | 35 000   |
| Al-Nassr   | Rijád          | Al-Awwal Park                         | 25 000   |
| Al-Okhdood | Najran         | Prince Hathloul Stadium               | 12 000   |
| Ar-Raed    | Burajda        | King Abdullah Sport City Stadium      | 25 000   |
| Ar-Riyadh  | Rijád          | Prince Turki bin Abdul Aziz Stadium   | 15 000   |
| Aš-Šabab   | Rijád          | Prince Faisal bin Fahd Stadium        | 22 500   |
| At-Taawoun | Burajda        | King Abdullah Sport City Stadium      | 25 000   |
| At-Ta'ee   | Ha'il          | Prince Abdul Aziz bin Musa'ed Stadium | 12 000   |
| Al Wehda   | Mekka          | King Abdul Aziz Stadium               | 38 000   |
| Damac      | Khamis Mushait | Prince Sultan bin Abdul Aziz Stadium  | 20 000   |

## Tabulka
Zápasy odehrané k 7. dubnu 2024
1. ffbbbb;"

1. ffbbbb;"

| Poř. | Tým                    | Z  | V  | R  | P  | VG | OG | B  |
| ---- | ---------------------- | -- | -- | -- | -- | -- | -- | -- |
| 1.   | Al-Hilal FC            | 27 | 25 | 2  | 0  | 83 | 17 | 77 |
| 2.   | Al-Nassr FC            | 27 | 21 | 2  | 4  | 80 | 34 | 65 |
| 3.   | Al-Ahli (Džidda)       | 27 | 15 | 7  | 5  | 53 | 28 | 52 |
| 4.   | Al-Ittihad FC (Džidda) | 27 | 14 | 5  | 8  | 51 | 35 | 47 |
| 5.   | At-Taawoun FC          | 27 | 13 | 8  | 6  | 46 | 30 | 47 |
| 6.   | Al Ettifaq FC          | 27 | 10 | 9  | 8  | 33 | 28 | 39 |
| 7.   | Al Fateh SC            | 27 | 10 | 7  | 10 | 44 | 40 | 37 |
| 8.   | Damac FC               | 27 | 9  | 8  | 10 | 38 | 33 | 35 |
| 9.   | Al Feiha FC            | 27 | 9  | 8  | 10 | 36 | 43 | 35 |
| 10.  | Al Khaleej FC          | 27 | 9  | 7  | 11 | 31 | 38 | 34 |
| 11.  | Aš-Šabab FC (Rijád)    | 27 | 8  | 8  | 11 | 31 | 35 | 32 |
| 12.  | Al Wehda (Mekka)       | 27 | 9  | 4  | 14 | 41 | 47 | 31 |
| 13.  | Al Raed FC             | 27 | 6  | 7  | 14 | 23 | 48 | 30 |
| 14.  | Ar-Riyadh SC           | 27 | 6  | 7  | 14 | 23 | 48 | 25 |
| 15.  | Abha Club              | 27 | 7  | 4  | 16 | 23 | 48 | 25 |
| 16.  | Al-Okhdood FC          | 27 | 7  | 3  | 17 | 22 | 45 | 24 |
| 17.  | Al Tai SC              | 27 | 6  | 5  | 16 | 27 | 55 | 23 |
| 18.  | Al Hazm FC             | 27 | 2  | 10 | 15 | 25 | 65 | 16 |

|  | Postup do základní skupiny Ligy mistrů AFC |
|  | Sestup do First Division                   |